# Clam Gulch
Clam Gulch est une census-designated place du borough de la péninsule de Kenai en Alaska aux États-Unis. Sa population était de 176 habitants en 2010. Elle est située sur la rive du Golfe de Cook, au kilomètre 190 de la Sterling Highway qui est son unique accès et à 39 km au sud de Kenai.
Les températures moyennes vont de −16 °C à −6 °C en janvier et de 8 °C à 18 °C en juillet.
La poste a été ouverte en 1950, un hébergement touristique y est aussi installé.

## Démographie
| 1970 | 1980 | 1990 | 2000 | 2010 | - |
| ---- | ---- | ---- | ---- | ---- | - |
| 47   | 50   | 79   | 173  | 176  | - |

## Sources et références
- CIS

- (en) Cet article est partiellement ou en totalité issu de l’article de Wikipédia en anglais intitulé « Clam Gulch, Alaska » (voir la liste des auteurs).

1. ↑  « Statistiques des États-Unis (Alaska) - Profils des communautés de 2010 » (consulté en octobre 2020)